# Русское поле (фильм)
«Русское поле» — советский художественный фильм режиссёра Николая Москаленко, снятый на киностудии «Мосфильм» в 1971 году. В прокате 1972 года занял 4-е место, собрав 56,2 млн зрителей.
В 1972 году Нонна Мордюкова была признана «лучшей актрисой» года по опросу журнала «Советский экран», а в 1973-м — награждена Премией имени братьев Васильевых в том числе за роль в «Русском поле».

## Сюжет
Современная созданию фильма советская русская деревня.
Муж бригадира-трактористки Федосьи Угрюмовой Авдей Петрович уходит к другой женщине и играет с ней свадьбу. Их 18-летний сын Филипп (Владимир Тихонов) тяжело переживает поступок отца и в день их свадьбы даже пытается задавить трактором автомобиль с «молодыми». Вскоре после свадьбы Авдея начинает тянуть назад к Федосье, прямолинейной и честной в отличие от расчётливой Надёнки, все интересы которой сосредоточены на приобретении автомобиля. Их сына забирают в армию, он попадает служить на дальневосточную границу. В деревню возвращается подруга Федосьи Мария Соловьёва, у которой не сложилась жизнь в городе и нет детей. Когда Федосья с подругами приезжают на склад сельхозтехники добиваться получения новых тракторов, оказывается, что заведующий складом — это Павел Федченков, с которым Мария встречалась в юности. Позже он приезжает в деревню свататься к Марии, но у него четверо детей, оставшихся без матери. Проходит больше года, как Филиппа забрали в армию, и Авдей пытается вернуться к Федосье, но она не может простить ему. На границе, где служит Филипп, происходит вооружённое нарушение границы (очевидно, что речь идёт о конфликте на советско-китайской границе, но в фильме об этом прямо не говорится) и во время обстрела с другой стороны границы Филипп погибает. Конечная сцена фильма — когда Федосья и её подруги работают на тракторах в поле, приезжает группа иностранных корреспондентов, и когда один из корреспондентов спрашивает Федосью, много ли у неё детей, она отвечает: «Много. Сколько ни увидите в округе, все мои».

## В ролях
- Нонна Мордюкова — Федосья Леонтьевна Угрюмова
- Владимир Тихонов — Филипп Авдеевич Угрюмов, сын Федосьи и Авдея
- Леонид Марков — Авдей Петрович Угрюмов
- Инна Макарова — Мария Сергеевна Соловьёва
- Любовь Малиновская — Антонина
- Людмила Хитяева — Надёнка, вторая жена Авдея Угрюмова
- Зоя Фёдорова — Матрёна Дивеевна
- Нина Маслова — Нина, дочь Антонины
- Людмила Гладунко — Таня, невеста Филиппа
- Сергей Плотников — Леонтий Сидорович Угрюмов
- Вячеслав Невинный — Павел Фомич Федченков, заведующий складом сельхозтехники
- Юрий Блащук — Григорий Петрович Луговцов
- Анатолий Соловьёв — Тихон, муж Антонины
- Любовь Калюжная — мать Федосьи
- Галина Кмит — фотограф, в иностранной делегации
- Тамара Трушина — Стеша
- Михаил Кокшенов — Минька
- Герман Козлов — эпизод
- Аркадий Клёнов — эпизод
- А. Литвиненко — эпизод
- Н. Огнева — эпизод
- С. Клёнов — эпизод

## Вокал
- Песню «Белая лебедь» исполнила Галина Ненашева
- Песню «Колдовство» исполнил Валерий Ободзинский (звучит из радиоприёмника)

## Съёмочная группа
- Режиссёр: Николай Москаленко
- Автор сценария: Михаил Алексеев
- Оператор: Юрий Гантман
- Художник-постановщик: Наталья Мешкова
- Композитор: Александр Флярковский
- Текст песен: Леонид Дербенёв
- Звукорежиссёр: Тамара Баталова
- Монтаж: Е. Бармина.

## Технические данные
- СССР, киностудия «Мосфильм», 1971 год, цветной, широкоформатный, 90 минут[4].
- Премьера: 7 февраля 1972 года.
- Лидер проката (1972 год, 2 место) — 56,2 млн зрителей.

## Интересные факты
- Роль Филиппа, сына Угрюмовой, исполнил Владимир Тихонов — настоящий сын актрисы Нонны Мордюковой.
- Фильм снимали в Кстовском районе Горьковской области. В одном из начальных эпизодов, где показано движение свадебного кортежа, видны центральная площадь г. Кстово с кинотеатром «Русь» (03:47—04:00) и съезд к Волге у с. Великий Враг (04:12—04:24). Основные съёмки проходили в с. Безводное, на крутом берегу Волги. Это село упоминается героями фильма — молодыми трактористами. Здесь же снимали фильм «История Аси Клячиной».
- Сцену с повозкой, движущейся по дороге зимой, снимали в деревне Погореловской, которая находится в Вельском районе Архангельской области. В одном из домов горит свет, туда были специально установлены лампы.